# Argyrodes neocaledonicus
Argyrodes neocaledonicus är en spindelart som beskrevs av Lucien Berland 1924. Argyrodes neocaledonicus ingår i släktet Argyrodes och familjen klotspindlar.
Artens utbredningsområde är Nya Kaledonien. Inga underarter finns listade i Catalogue of Life.